# Penicillium virgatum
Penicillium virgatum är en svampart som beskrevs av Nirenberg & Kwasna 2005. Penicillium virgatum ingår i släktet Penicillium och familjen Trichocomaceae.   Inga underarter finns listade i Catalogue of Life.